# Ministerstwo Spraw Wewnętrznych ZSRR
Ministerstwo Spraw Wewnętrznych ZSRR (ros. Министерство внутренних дел, Ministierstwo wnutriennich dieł), MWD – urząd centralny administracji rządowej Związku Socjalistycznych Republik Radzieckich odpowiedzialny za utrzymywanie porządku i bezpieczeństwa publicznego (poza sprawami bezpieczeństwa państwowego, do których właściwymi – oprócz krótkiego okresu jednego roku w okresie 1953–1954 – były początkowo Ministerstwo Bezpieczeństwa Państwowego (MGB), a potem Komitet Bezpieczeństwa Państwowego (KGB)). Pod daną nazwą funkcjonowało w latach 1946–1960 oraz 1968–1991, a pod inną – w latach 1962–1968.
Ministerstwo Spraw Wewnętrznych zostało przekształcone z Ludowego Komisariatu Spraw Wewnętrznych (NKWD) w 1946, podczas reform policji politycznej i służby bezpieczeństwa. M.in. Ludowy Komisariat Bezpieczeństwa Państwowego (NKGB) został przeformowany w Ministerstwo Bezpieczeństwa Państwowego (MGB), kierowane przez Wsiewołoda Mierkułowa, a NKWD przemianowano na Ministerstwo Spraw Wewnętrznych (MWD), na czele którego stanął Siergiej Krugłow. Wobec przekazania do Ministerstwa Bezpieczeństwa Państwowego takich spraw jak wywiad zagraniczny i kontrwywiad oraz służba bezpieczeństwa państwa (co wskazywało na osłabienie pozycji Ławrientija Berii w hierarchii władzy ZSRR) MWD stało się resortem typowym dla spraw wewnętrznych, a więc policyjnym.
Po śmierci Józefa Stalina w marcu 1953 kolejne zmiany wprowadził Ławrientij Beria. Do Ministerstwa Spraw Wewnętrznych przyłączono Ministerstwo Bezpieczeństwa Państwowego MGB, tworząc ponownie superresort policyjny w strukturze bezpieczeństwa ZSRR. Kierownictwo jako minister objął Beria. Po jego aresztowaniu i straceniu w 1953 na stanowisko ministra spraw wewnętrznych powrócił Siergiej Krugłow.
Pod kierownictwem Krugłowa w 1954 z MWD wyodrębniono niezależną administrację bezpieczeństwa – Komitet Bezpieczeństwa Państwowego, czyli późniejsze KGB, na czele którego stanął pierwszy zastępca Siergieja Krugłowa z Ministerstwa Spraw Wewnętrznych (MWD), Iwan Sierow. W styczniu 1956 Siergiej Krugłow został zwolniony ze stanowiska szefa MWD, a jego miejsce zajął Nikołaj Dudorow, który sprawował owo stanowisko aż do rozwiązania Ministerstwa Spraw Wewnętrznych przez Chruszczowa, czyli do stycznia 1960.
W wyniku tzw. reformy Chruszczowa w 1960 MWD zostało rozwiązane, a jego kompetencje zostały przekazane ministerstwom spraw wewnętrznych republik związkowych (Rosyjskiej Federacyjnej Socjalistycznej Republiki Radzieckiej (RFSRR) i innych. Następnie w 1962 MSW RFSRR (i pozostałych republik związkowych) przemianowano w Ministerstwo Ochrony Porządku Publicznego (ros. Министерство охраны общественного порядка, МOOP). W 1966 utworzono centralny urząd związkowy – MOOP ZSRR, z likwidacją MOOP RFSRR (MOOP pozostałych republik związkowych nie zostały zlikwidowane). Ostatecznie w 1968 powrócono do poprzedniej nazwy – MSW ZSRR (MWD).

## Ministrowie spraw wewnętrznych ZSRR
(lub czasowo analogicznego urzędu centralnego)
- generał pułkownik Siergiej Krugłow – marzec 1946 – marzec 1953
- marszałek Ławrientij Beria – marzec 1953 – czerwiec 1953 (do czasu aresztowania)
- generał pułkownik Siergiej Krugłow – czerwiec 1953 – styczeń 1956
- Nikołaj Dudorow – luty 1956 – styczeń 1960 (rozwiązanie MSW ZSRR)
- generał porucznik Nikołaj Stachanow – 1955-1961 (MSW RSFRR)
- Wadim Tikunow – 1967-1966 (MSW RSFRR, MOOP RSFRR)
- generał pułkownik Nikołaj Szczołokow – 1966-1968 (MOOP ZSRR)
- generał armii (od 1976) Nikołaj Szczołokow – 1968-1982
- generał armii Witalij Fiedorczuk – 1982-1986
- generał pułkownik Aleksandr Własow – 1986-1988
- generał porucznik Wadim Bakatin – 1988-1990
- generał pułkownik Boris Pugo – 1990-1991
- generał pułkownik Wiktor Barannikow – 1991